# Reber pri Škofljici
Reber pri Škofljici je naselje v Občini Škofljica.